# San Cibrián (Burgos)
San Cibrián ist ein spanischer Ort in der Provinz Burgos der Autonomen Gemeinschaft Kastilien und León. Der Ort gehört zur Gemeinde Valle de Valdebezana. San Cibrián ist über die Straße N-232 zu erreichen. Der Ort liegt 94 Kilometer nördlich der Provinzhauptstadt Burgos.

## Sehenswürdigkeiten
- Barocke Pfarrkirche